# Villa Altachiara
A Villa Altachiara é uma mansão histórica localizada em Portofino na Itália.

## História
A villa foi construída em 1874 a pedido de Henry Herbert, 4.º Conde de Carnarvon, para seu jovem filho George Herbert, que sofria de problemas de saúde e precisava de sol e mar. George Herbert é conhecido por ter financiado a expedição que descobriu a tumba de Tutancâmon em 1922.

## Descrição
A villa, localizada em um penhasco íngreme com vista para o Mediterrâneo, apresenta um estilo vitoriano. As fachadas de pedra são caracterizadas por grandes janelas e terraços.

## Galeria

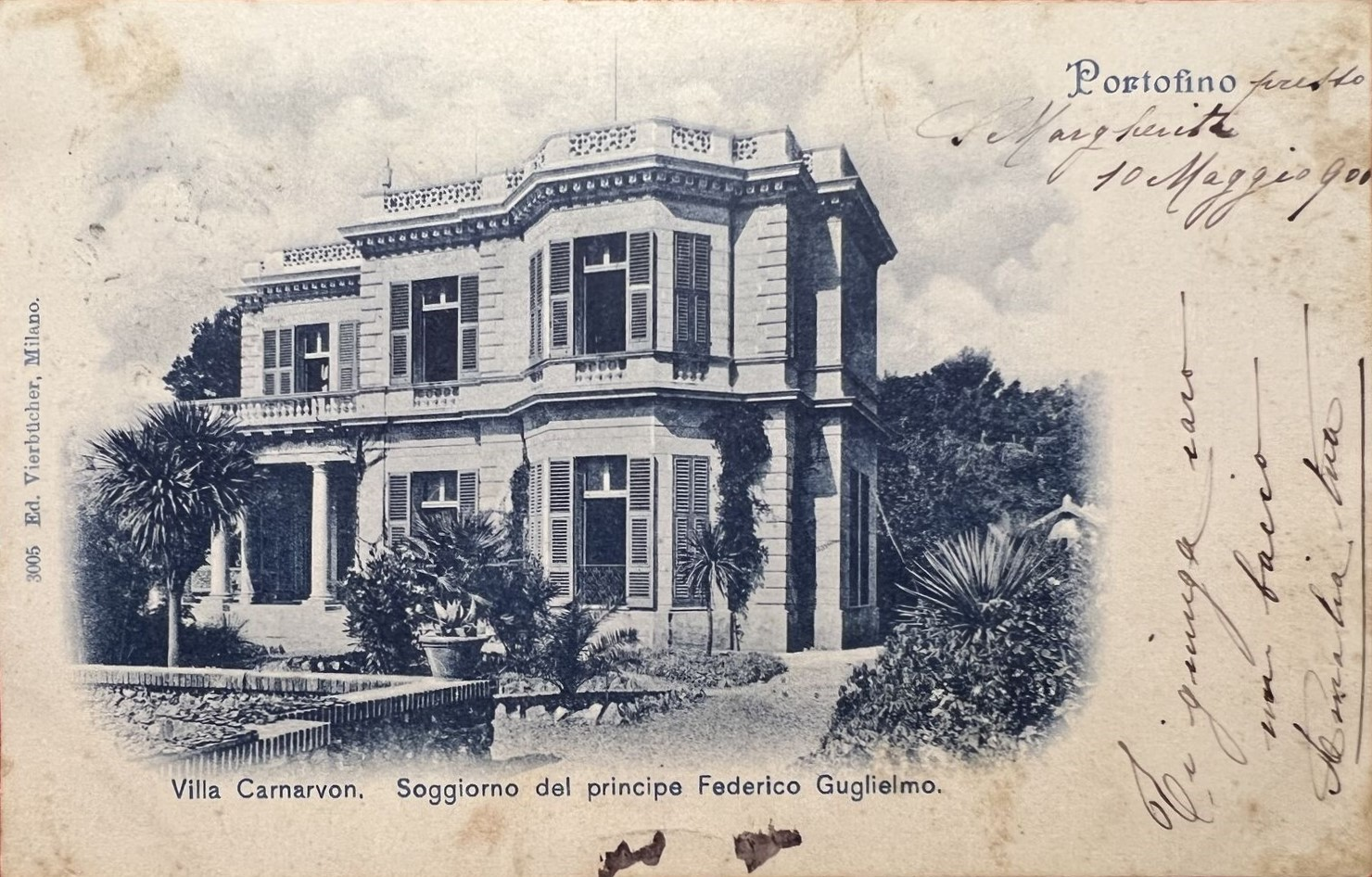
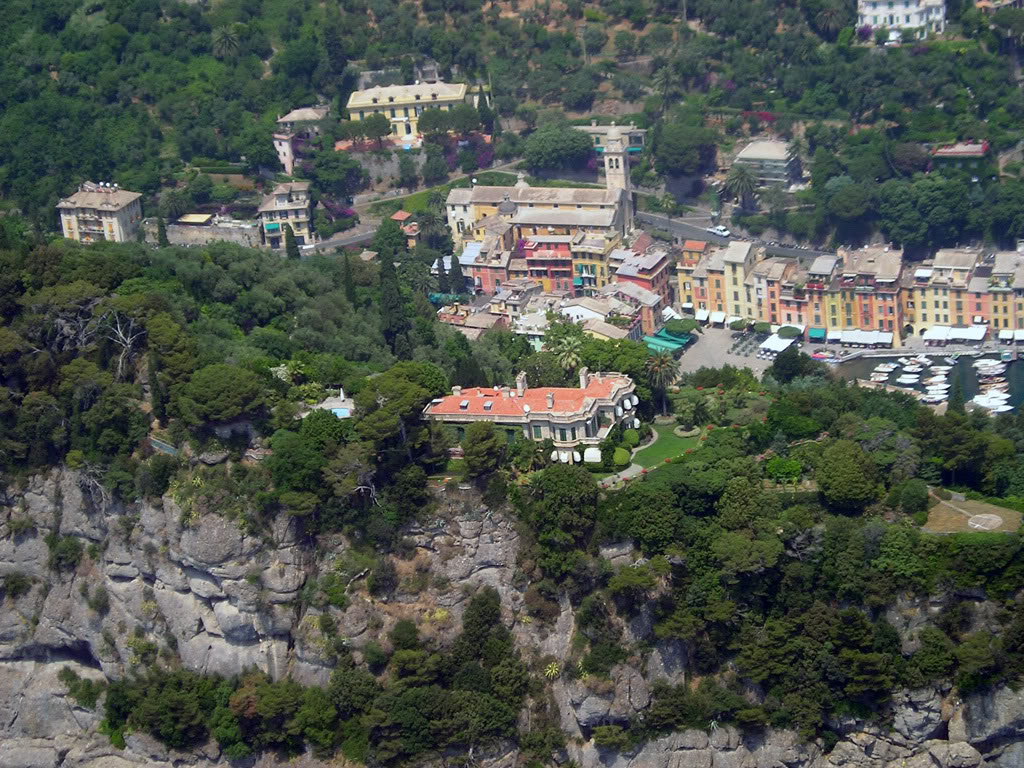
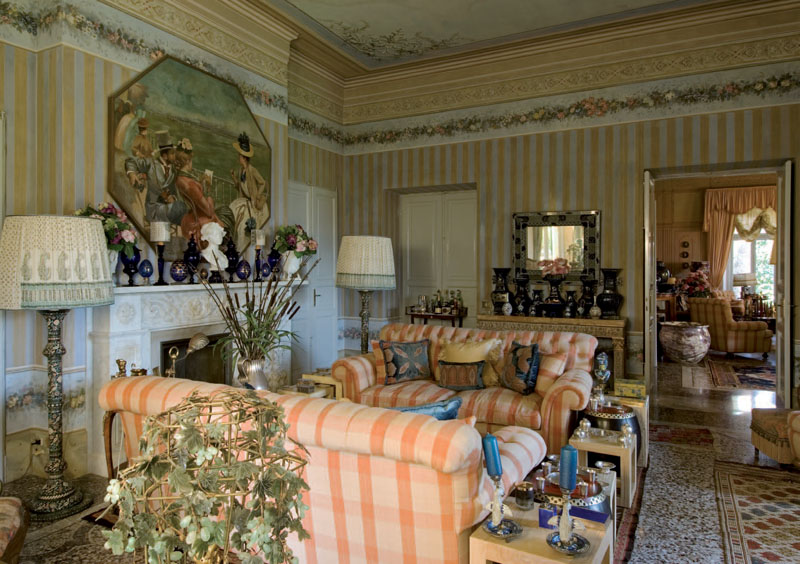